# تسلین پژسواویتسکیه
تسلین پژسواویتسکیه (به لهستانی:  Celiny Przesławickie) یک روستا در لهستان است که در Gmina Miechów واقع شده‌است. تسلین پژسواویتسکیه ۱۰۰ نفر جمعیت دارد.